# Edward Loder
Edward Loder (Bath, Somerset, 10 de juliol de 1810 - Londres, 5 d'abril de 1865) fou un compositor i director d'orquestra anglès.
Fill d'una família de músics, no es dedicà a seguir en l'art musical fins molt tard, ja que al principi cursà medicina. El professor Ries fou un dels mestres que va tenir, i sota la seva direcció es perfeccionà en els coneixements musicals. El 1856 va perdre el senderi, i en aquest estat d'alienació mental, el sorprengué la mort.
Loder va escriure diverses obres per al teatre, entre elles:
- Nourjahad, (1834).
- Dice of Death, Francis I, (1838).
- The Night Dancers, (1846).
- Puck, (1848).
- Raymond and Agnes, (1855).

I d'altres que no foren mai representades com:
- Little Red Riding Hood,
- Pizarre,
- Leila,
- Sir Roger de Coverley,

A més és autor de la cantata The Island of Calypso, executada el 1851, i de les melodies vocals The brave Old Oah, Old House at Home, Invocation to the Deep, etc.